# Mount Gorman
Der Mount Gorman ist Berg im ostantarktischen Mac-Robertson-Land. In der Porthos Range der Prince Charles Mountains ragt er nördlich des Bennett Escarpment unmittelbar westlich des Mount Canham und 3 km südlich des westlichen Endes des Corry-Massivs auf.
Luftaufnahmen der Australian National Antarctic Research Expeditions aus dem Jahr 1965 dienten seiner Kartierung Das Antarctic Names Committee of Australia benannte ihn 1966 nach Christopher A. J. Gorman, beaufsichtigender Techniker für den Funkverkehr auf der Wilkes-Station im Jahr 1962.